# الضربة الصاروخية على بولندا 2022
الضربة الصاروخية على بولندا 2022، هي ضربة صاروخية أطلقت في 15 نوفمبر 2022 وأصابت أراضي قرية حدودية بولندية مع أوكرانيا، عند الساعة 15:40. وقع الحادث خلال أكبر هجوم صاروخي روسي استهدف منشآت الطاقة والمدن الأوكرانية. يعد هذا الهجوم هو الأول الذي يستهدف أراضي حلف الناتو في عام 2022 بعد الغزو الروسي لأوكرانيا. تبادل الجانبان الروسي والأوكراني الاتهامات حول الهجوم، ورمى كل منهما المسؤولية على الطرف الآخر، في حين لم يتهم الجانب الرسمي البولندي أي طرف حتى الآن.
أفادت وسائل الإعلام البولندية أن شخصين قُتلا في انفجار استهدف مصنع حبوب، وصرح المسؤولون البولنديون أن سبب الانفجار غير معروف حتى الآن، لكن محطة راديو زيت البولندية ذكرت أن صاروخين طائشين سقطا على المدينة، مما تسبب في الانفجار، وقد بدأت كل من فرنسا والمملكة المتحدة والولايات المتحدة وبولندا التحقق من المعلومات.

## التحقيق
حاولت أجهزة الأمن البولندية طوال ليلتي 15 و16 نوفمبر في تحديد سبب الانفجارات.
ظهرت تقارير متضاربة بشأن مصدر وطبيعة التفجيرات بعد وقت قصير من الحادث، صرحت وزارة الخارجية البولندية أن المقذوفات «روسية الصنع»، وتكهن أندريس غانون، الخبير الأمني في مركز الأبحاث مجلس العلاقات الخارجية، بأن الصواريخ يمكن أن تكون من نظام أس - 300، حيث تم استخدام أس -300 من قبل كلا الطرفين أثناء الغزو، وذلك على شكل صاروخ أرض-جو وصاروخ سطح-سطح بشكل أساسي من قبل أوكرانيا وروسيا على التوالي، كما أفاد ماريوس جيرزيفسكي، المراسل البولندي لراديو زيد أي تي عن مصادر، زعم أن الصواريخ كانت بقايا صاروخ تم إسقاطه.
وقد صرح الرئيس الأمريكي جو بايدن، متحدثًا من قمة مجموعة العشرين في بالي، أن الصواريخ ربما لم يتم إطلاقها من روسيا. وبحسب تقييمات أولية للولايات المتحدة، من المحتمل أن الصاروخ عبارة عن صاروخ دفاع جوي أطلقته القوات الأوكرانية.

## ردود الأفعال

### المحلية
دعا رئيس مجلس وزراء بولندا ماتيوز موراوسكي إلى اجتماع عاجل للجنة الأمن القومي وشؤون الدفاع.
وقال المتحدث باسم الحكومة إن بولندا رفعت مستوى التأهب لبعض وحداتها العسكرية بعد انتهاء الاجتماع، وذكر أيضًا أن الرئيس البولندي أندجي دودا تحدث إلى الأمين العام لحلف الناتو ينس ستولتنبرغ بخصوص إمكانية تفعيل المادة الرابعة من معاهدة شمال الأطلسي.
كما ورد أن وزير الخارجية البولندي زبيغنيو راو استدعى السفير الروسي وطالب «بتوضيحات مفصلة فورية»،  كما صرح الرئيس البولندي أندجي دودا في وقت متأخر من يوم 15 نوفمبر بالتوقيت المحلي أنه لا يوجد دليل على من أطلق الصاروخ.
كما طلبت بولندا عقد اجتماع للناتو يوم الأربعاء، 16 نوفمبر، على أساس المادة الرابعة، وقال دبلوماسيون من حلف شمال الأطلسي إن الحلف سيتصرف بحذر وسيحتاج إلى وقت للتحقق بالضبط عن كيفية وقوع الحادث.

### الدولية
- روسيا: نفت وزارة الدفاع الروسية أن تكون «الضربات على أهداف بالقرب من حدود الدولة الأوكرانية البولندية قد تمت بوسائل تدمير روسية»، وذكرت أن الحطام الذي تم العثور عليه في مكان الحادث «لا علاقة له بالأسلحة الروسية»،[28] ووصفت الوزارة مزاعم الوفيات البولندية بأنها «استفزاز متعمد بهدف تصعيد الموقف».[29]
- أوكرانيا: ألقى رئيس أوكرانيا فولوديمير زيلينسكي باللوم على روسيا في الهجوم في خطابه الليلي بالفيديو، ووصفه بأنه انتهاك «الأمن الجماعي» و«تصعيد كبير».[30]
- إستونيا: بعد وقت قليل من الهجوم، ذكرت إستونيا أنها ستكون جاهزة للدفاع عن «كل شبر من أراضي الناتو»،[31][32] كما ورد عن وزير الخارجية الإستوني أورماس رينسلو على التقارير بتغريد أن إستونيا مستعدة للدفاع عن «كل شبر» من أراضي الناتو.[33]
- المجر: بسبب هذا الحادث وإغلاق خط دروجبا، دعت الحكومة المجرية بقيادة رئيس وزراء المجر فيكتور أوربان إلى اجتماع طارئ مع مجلس دفاعها في نفس الليلة.[34] ووزير الدفاع كريستوف سزالاي-بوبهوركزيكي كان لديه محادثة هاتفية مع الأمين العام لحلف الناتو ينس ستولتنبرغ.[35]
- بلجيكا: علق رئيس الوزراء البلجيكي ألكسندر دي كرو على التقارير بقوله «نقف مع بولندا».[36]
- جمهورية التشيك: غرد رئيس الوزراء التشيكي بيتر فيالا أنه إذا تم تأكيد الضربات على أنها عمل متعمد من قبل روسيا، فسيكون ذلك «تصعيدًا إضافيًا من جانب روسيا».[37]
- رومانيا: كتب الرئيس الروماني كلاوس يوهانيس على تويتر أن رومانيا تقف «في تضامن كامل مع صديقتنا وحليفتنا بولندا» وأننا «على اتصال بشركائنا وحلفائنا».[38]
- الاتحاد الأوروبي: صرح رئيس المجلس الأوروبي شارل ميشيل بأنه «صُدم» بتقارير عن الحادث، مضيفًا أننا «نقف مع بولندا»، وهي عضو في الاتحاد الأوروبي.[39]
- الولايات المتحدة: بعد وقت قصير من الضربة المزعومة، أقرت وزارة الدفاع بالتقارير التي تفيد بأن صاروخين روسيين ضربا موقعًا داخل بولندا بالقرب من حدودها الأوكرانية، على الرغم من أنها لا تستطيع تأكيدها،[40] كما أعرب بوب مينينديز، رئيس العلاقات الخارجية في مجلس الشيوخ، عن أمله في أن «تعتذر روسيا بسرعة عن الخسائر في الأرواح وتعرب عن أن ذلك لم يكن مقصودًا»، وحذر من «كل أنواع العواقب»، بما في ذلك احتمال اللجوء للمادة 5، إذا كانت الضربة متعمدة.[41]